# Euclasta bacescui
Euclasta bacescui is een vlinder van de familie van de grasmotten (Crambidae). De wetenschappelijke naam van deze soort is voor het eerst voorgesteld door Aurelian Popescu-Gorj en Alin Constantinescu in een publicatie uit 1977.
De soort komt voor in Zuid-Afrika.